# 仲田慶介
仲田 慶介（なかた けいすけ、1999年7月25日 - ）は、福岡県福岡市早良区出身のプロ野球選手（内野手、外野手）。右投両打。埼玉西武ライオンズ所属。

## 経歴

### プロ入り前
福岡市立小田部小学校1年の時に福岡ボンバーズで野球を始める。福岡市立原北中学校時代は軟式の白龍ベースボールクラブで内野手だった。
高校は一般受験で福岡大学附属大濠高等学校に進学。2年春からベンチ入りし、3年春から外野手に転向。3年春には控えとして第89回選抜高等学校野球大会に出場しベスト8。3年夏の福岡県大会は中堅手のレギュラーとして出場したが、決勝で東筑に敗れ準優勝に終わった。高校時代の同級生に三浦銀二、古賀悠斗がいる。1学年先輩には浜地真澄、2学年先輩には坂本裕哉がいる。
大学は系列校の福岡大学スポーツ科学部に進学。大学入学後はスイッチヒッターに転向し、2年秋からレギュラー。4年春の九州六大学リーグ戦では打率.382を記録しベストナインを受賞した。全日本大学野球選手権では「1番・中堅手」として準決勝を除く毎試合で安打を放ち、チーム初の4強入りに貢献した。大学時代の同期に井上絢登がいる。
2021年10月11日に行われたプロ野球ドラフト会議において、地元の福岡ソフトバンクホークスからこの年のドラフト会議全体での最終指名（128番目）となる育成選手ドラフト14位で指名を受け、10月28日に支度金300万円、年俸400万円（金額は推定）で契約に合意。背番号は155。

### ソフトバンク時代
2022年、二軍公式戦に36試合出場し、打率.268、1本塁打、1盗塁、11打点、三軍戦では38試合に出場し、打率.306、6盗塁、9打点を記録する。
2023年3月下旬、守備練習中に左足の甲（中足骨）を疲労骨折し、手術（左第5中足骨接合術）を受けた。6月4日の三軍戦、対愛媛マンダリンパイレーツ戦で復帰し適時打を放つ。二軍公式戦に70試合出場し、打率.274、1本塁打、8盗塁、18打点、三軍・四軍戦では、38試合に出場し、打率.310、5盗塁、14打点と前年の成績を上回る。
2024年からは、守備位置の登録が外野手から内野手へ変更された。春季キャンプは初めてA組で過ごし、3月19日には緒方理貢、川村友斗とともに支配下選手契約を結んだ。背番号は69、推定年俸は700万円となった。3人揃って開幕一軍登録された。4月29日、埼玉西武ライオンズ戦で7回裏に髙橋光成からプロ初安打を放った。一軍での先発出場は2試合にとどまり、主に守備固めや代走などで起用されていた。7月11日に登録を抹消され、腰の炎症のためリハビリ組に合流した。8月末に三軍で実戦に復帰した。最終的に一軍では24試合に出場し、二軍公式戦には24試合の出場で、打率.403、1本塁打、11打点の成績だったが、11月4日に戦力外通告を受けた。球団は育成再契約を提示していたものの、本人は他球団からのオファーを待つ考えを示し、これを拒否した。

### 西武時代
2024年11月24日、埼玉西武ライオンズとの育成契約に合意した。背番号は140。
2025年はオープン戦11試合に出場し、3月25日に支配下契約を締結した。背番号は00となった。そのまま開幕一軍入りした。8月10日の対楽天戦に先発出場していたが、本塁へのヘッドスライディング時に右太腿裏を痛めて途中交代。翌日、実戦復帰まで約3週間の見込みである右大腿二頭筋の肉離れとの診断で、登録を抹消された。

## 選手としての特徴
50m6.1秒の俊足と遠投120mの強肩が売り。両翼98mの球場の一塁ファウルゾーンからレフトスタンドを目がけての遠投で、軽々とフェンスを越えさせることができる。その強肩が評価され、外野手としてドラフト指名を受けたが、プロ入り後はチーム事情により内野手に転向し、二塁を多く守る。監督の小久保裕紀からは「どこに行けと言われても、守れるようにしてほしい」とリクエストされ、内外野ほぼ全てのポジションを守れるユーティリティー性も武器となった。打撃は両打ちの器用さが持ち味。

## 人物
愛称は「兄やん（同学年の選手からも呼ばれ、仲田自身は由来を知らないという）」、「ジョージ（命名者は松田宣浩）」など。
「努力の塊」、「練習の虫」と評されている。高校時代は1日500スイングの自主練習の後にバッティングセンターで軟式球を打つ猛練習を行い、推薦入学組8人がレギュラーを務める中で、一般入学組でただ1人レギュラーを獲得した。また高校時代は遠投85mであったが、徹底した反復練習の結果、大学入学時には120mまで投げられるようになった。
上記の練習姿勢はプロ入り後も継続しているようであり、2023年オフ、和田毅が契約更改交渉の場でソフトバンクの育成選手について自身の思いを明かした際、「上（支配下）に上がる覚悟が甘いかなと感じることがある。そういう意味で、本当にはい上がりたい、一軍でプレーしたいと思うのは、仲田選手くらいじゃないか。僕が見落としているかもしれないけど」と唯一名前を挙げられた。
ソフトバンク時代、自身と同時に支配下登録された元育成選手である緒方理貢、川村友斗とのトリオは「育成三銃士」と呼ばれていた。

## 詳細情報

### 年度別打撃成績
| 年 度     | 球 団        | 試 合 | 打 席 | 打 数 | 得 点 | 安 打 | 二 塁 打 | 三 塁 打 | 本 塁 打 | 塁 打 | 打 点 | 盗 塁 | 盗 塁 死 | 犠 打 | 犠 飛 | 四 球 | 敬 遠 | 死 球 | 三 振 | 併 殺 打 | 打 率 | 出 塁 率 | 長 打 率 | O P S |
| --------- | ------------ | ----- | ----- | ----- | ----- | ----- | -------- | -------- | -------- | ----- | ----- | ----- | -------- | ----- | ----- | ----- | ----- | ----- | ----- | -------- | ----- | -------- | -------- | ----- |
| 2024      | ソフトバンク | 24    | 16    | 14    | 2     | 3     | 0        | 0        | 0        | 3     | 0     | 0     | 0        | 1     | 0     | 1     | 0     | 0     | 3     | 1        | .214  | .267     | .214     | .481  |
| 通算：1年 | 通算：1年    | 24    | 16    | 14    | 2     | 3     | 0        | 0        | 0        | 3     | 0     | 0     | 0        | 1     | 0     | 1     | 0     | 0     | 3     | 1        | .214  | .267     | .214     | .481  |

- 2024年度シーズン終了時

### 年度別守備成績
内野守備
| 年 度 | 球 団        | 二塁  | 二塁  | 二塁  | 二塁  | 二塁  | 二塁     | 三塁  | 三塁  | 三塁  | 三塁  | 三塁  | 三塁     |
| 年 度 | 球 団        | 試 合 | 刺 殺 | 補 殺 | 失 策 | 併 殺 | 守 備 率 | 試 合 | 刺 殺 | 補 殺 | 失 策 | 併 殺 | 守 備 率 |
| ----- | ------------ | ----- | ----- | ----- | ----- | ----- | -------- | ----- | ----- | ----- | ----- | ----- | -------- |
| 2024  | ソフトバンク | 10    | 6     | 9     | 0     | 2     | 1.000    | 1     | 0     | 1     | 0     | 0     | 1.000    |
| 通算  | 通算         | 10    | 6     | 9     | 0     | 2     | 1.000    | 1     | 0     | 1     | 0     | 0     | 1.000    |

外野守備
| 年 度 | 球 団        | 外野  | 外野  | 外野  | 外野  | 外野  | 外野     |
| 年 度 | 球 団        | 試 合 | 刺 殺 | 補 殺 | 失 策 | 併 殺 | 守 備 率 |
| ----- | ------------ | ----- | ----- | ----- | ----- | ----- | -------- |
| 2024  | ソフトバンク | 3     | 1     | 0     | 0     | 0     | 1.000    |
| 通算  | 通算         | 3     | 1     | 0     | 0     | 0     | 1.000    |

- 2024年度シーズン終了時

### 記録
初記録
- 初出場：2024年4月2日、対千葉ロッテマリーンズ1回戦（福岡PayPayドーム）、8回裏にアダム・ウォーカーの代走で出場
- 初打席：2024年4月13日、対埼玉西武ライオンズ2回戦（ベルーナドーム）、9回表に糸川亮太から四球
- 初安打：2024年4月29日、対埼玉西武ライオンズ6回戦（みずほPayPayドーム福岡）、7回裏に髙橋光成から中前安打[43]
- 初先発出場：2024年6月2日、対広島東洋カープ3回戦（みずほPayPayドーム福岡）、「9番・二塁手」で先発出場[44]
- 初盗塁：2025年6月13日、対中日ドラゴンズ1回戦（ベルーナドーム）、9回裏に二盗（投手：勝野昌慶、捕手：石伊雄太）[45]

### 背番号
- 155（2022年[9] - 2024年3月18日）
- 69（2024年3月19日[23] - 同年終了）
- 140（2025年[31] - 同年3月24日）
- 00（2025年3月25日[33] - ）

### 登場曲
- 「Try again」ビーグルクルー（2022年 - ）
- 「We are the one」DOBERMAN INFINITY（2022年 - ）